# George Konrote
George Konrote (ur. 26 grudnia 1947) – fidżyjski polityk. Emerytowany generał-major fidżyjskiej armii. Członek misji rozjemczej w Libanie, wysoki komisarz Fidżi w Australii (2001–2006), minister ds. imigracji (2006), minister ds. zatrudnienia, produkcji i relacji przemysłowych. prezydent Fidżi od 12 listopada 2015 do 12 listopada 2021. Pierwszy w historii Fidżi prezydent wybrany przez parlament, a nie radę wodzów. 